# Kapitein Iglo
Kapitein Iglo is een personage uit een reeks reclamefilmpjes van het merk Iglo (Nederland en Duitsland) en Birds Eye (Verenigd Koninkrijk), beide tot 2006 onderdeel van Unilever. Het personage is door meerdere acteurs gespeeld en kent derhalve verschillende variaties. Een van de bekendste versies van het personage is die gespeeld door de Britse acteur John Hewer, die het personage van 1967 tot 1998 speelde. Tussen 2008 en 2011 werd de rol gespeeld door de Duitse acteur Gerd Deutschmann. Deutschmann overleed op 21 december 2011. Sinds 2018 wordt de rol gespeeld door de Italiaanse acteur Riccardo Acerbi.
Het personage wordt gebruikt voor reclamefilmpjes waarin zeeproducten, met name vissticks, worden aangeprezen. Hij is ook de officiële mascotte van het bedrijf.

## Uiterlijk
In de meeste reclames is Kapitein Iglo een ietwat gezette man van seniore leeftijd met een witte baard, gekleed in een traditioneel kapiteinsuniform. Opmerkelijk is dat Kapitein Iglo op sommige afbeeldingen in het uniform van eerste stuurman verschenen is; zijn galons op de mouwen hebben een streep te weinig voor een kapitein.
Deze versie van Kapitein Iglo werd eind negentiger jaren tijdelijk vervangen door een jongere versie met donker haar en een stoppelbaard. Deze kapitein Iglo had meer weg van een soort actieheld. Deze versie bleek echter niet populair bij het grote publiek, en werd daarom al snel weer vervangen door de oude versie.
Vaak wordt Kapitein Iglo vergezeld door een bemanning van kinderen/jonge tieners.

## Acteurs
Kapitein Iglo is in loop der jaren door de volgende acteurs gespeeld.
- 1967 - 1998: John Hewer
- 1998 - 2001: Thomas Pescod
- 2002 - 2007: Martyn Reid
- 2008 - 2012: Gerd Deutschmann[5]
- Begin 2016 - midden 2016: Mitch Commins
- Midden 2016 - begin 2017: Denis Parlato
- 2017 - 2018: Mark Fletcher
- 2018-heden :Riccardo Acerbi

## In andere landen
Het personage kent in andere talen de volgende namen:
- Engels: Captain Birdseye (vernoemd naar het merk waar hij reclame voor maakt)
- Duits: Käpt’n Iglo
- Frans: Captain Iglo
- Portugees: Capitão Iglo
- Italiaans: Capitan Findus